# Affaire Charles Barataud
L'affaire Charles Barataud est une affaire criminelle française qui implique Charles Barataud, un homme de 33 ans, soupçonné puis condamné pour le meurtre du chauffeur de taxi Étienne Faure dans les environs de Limoges en janvier 1928, malgré ses dénégations. 
Charles Barataud est aussi accusé d'avoir tué dans une chambre de sa maison de Limoges son amant Bertrand Peynet, âgé de 19 ans.

## Biographie

### Personnalité
Charles Barataud, né le 16 janvier 1895, officier de réserve, est le fils d'un porcelainier de la région de Limoges. C'est un ancien combattant de la Première Guerre mondiale. Âgé de 33 ans au moment des faits, il est présenté comme cocaïnomane, héroïnomane et adepte d'une sexualité assez débridée, selon les commentaires de la presse des années 1920.

### Faits reprochés
Surnommé « le beau Charley », ce bourgeois aisé, dandy et fêtard est arrêté, puis condamné pour deux homicides dont un assassinat: 
1. celui du chauffeur de taxi Étienne Faure disparu le 12 janvier 1928 et dont le corps est retrouvé quelques jours plus tard au bord du Vincou, sous le pont de la Varogne à Berneuil, à une trentaine de kilomètres au nord-ouest de Limoges. La voiture de Faure[Note 1] a été immergée dans la Creuse près d'Argenton.
2. celui de Bertrand Peynet, tué à coup de winchester dans la maison limougeaude des Barataud, survenu dans des circonstances que le procès n'a pas permis d'éclaircir dans sa totalité, alors que les policiers étaient à proximité (ils avaient laissé le prévenu s'entretenir avec son amant)[4].

### Incarcération et décès
Déporté au bagne de Cayenne, en Guyane, Barataud est considéré comme un détenu à surveiller particulièrement et demeure sur l'Île Royale. Son instruction lui permet d'être affecté aux écritures chez le commandant-adjoint. Gracié en 1948, il restera à Cayenne et décède le 4 mai 1961 des suites de la tuberculose qu'il a contractée en Guyane.

## Enquête
Lors de l'instruction policière, Barataud avait avoué le meurtre d'Étienne Faure à Édouard Fressard, commissaire central de police à Limoges. Un négociant de Brive, Lascaux, et un courtier, Roux, étaient venus témoigner : ayant été contactés par Barataud pour acheter une coupe de bois près de Bellac, ils avaient renoncé sur place, ayant le sentiment d'échapper à un traquenard. Ce récit offrait un mobile au meurtre de Faure : préparer l'assassinat des deux acheteurs pour voler une somme importante, et faire accuser le défunt chauffeur. 
Alors que l'enquête est en cours, Charles Barataud, pourtant placé sous surveillance de la police, est laissé seul avec Bertrand Peynet dans sa maison familiale. Selon les témoignages, il aurait tué son amant avec un fusil avant de tenter de se suicider. Les policiers le ceinturent afin de l'empêcher de se tuer et le ramènent au commissariat. Il sera, dès lors, inculpé pour cet homicide. Ramené auprès de Fressard, il se rétracte de ses aveux concernant la mort du chauffeur de taxi, sans fournir d'explications satisfaisantes.

## Procès
Durant son séjour dans la prison de Limoges entre son arrestation et son procès, Barataud tente par deux fois de mettre fin à ses jours. Son procès débute le 29 mai 1929. Reconnu coupable le Le 7 juin 1929 par la cour d'assises de la Haute-Vienne, présidé par le conseiller Tereygeol, il échappe à la guillotine par erreur :  en effet, les jurés qui n'avaient retenu les circonstances atténuantes que pour la mort de Bertrand Peynet, considérée comme un crime passionnel, n'ont pas dissocié les deux meurtres en accordant ces circonstances. Barataud est condamné aux travaux forcés à perpétuité.
Barataud était défendu par Me Paul Allégret et Me Pierre Masse. Le témoignage de Roux et Lascaux, sujet à caution, avait convaincu les jurés que Barataud était bien l'assassin d'Étienne Faure. La veuve du chauffeur de taxi assistait au procès en voile de deuil.

## Retentissement politique et suites
L'affaire qui est présenté comme l'assassinat d'un ouvrier (Étienne Faure) commis par un bourgeois (que ce soit Charles Barataud, Bertrand Peynet, voire ces deux personnes ensemble) a des conséquences politiques immédiates à Limoges, comme le souligne l'historien Vincent Brousse :
« La ville ouest, celle de la bourgeoisie aisée, contre le reste de la ville qui est ouvrier, modeste, qui trime 55 heures par semaine, qui se choisit des leaders politiques marqués très à gauche et qui a un jeune prolétariat disponible pour pratiquer l’émeute. »

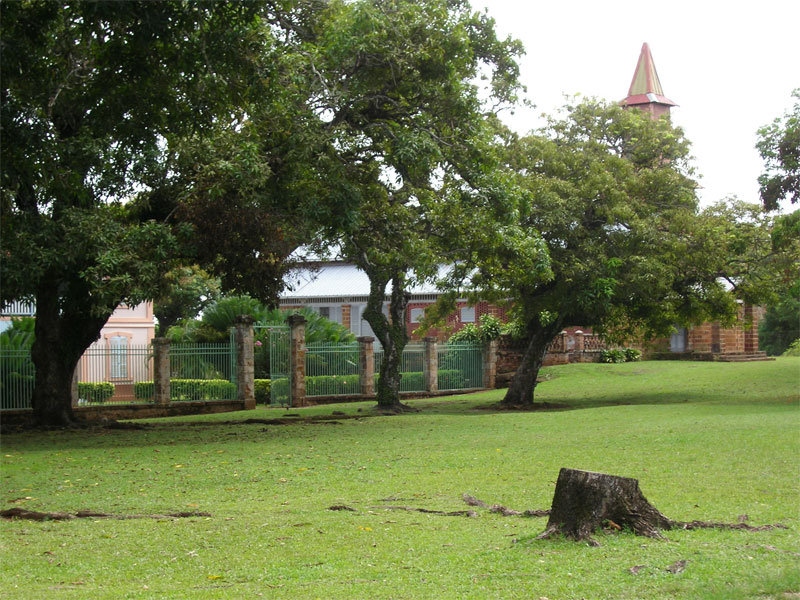
Vestiges du bagne sur l'île Royale.

Pour calmer l'émeute déclenchée après l'énoncé du verdict, le maire Léon Betoulle a dû intervenir.
À la suite de sa condamnation, Charles Barataud embarque pour le bagne de Cayenne et il est incarcéré sur l'Île Royale. En sa qualité de notable limougeaud condamné, il reçoit la visite des journalistes de hebdomadaire français de faits divers Détective.
Le magazine consacre ainsi sa une en 1929 et signalera son état de santé préoccupant en 1930 car Barataud est atteint de tuberculose. Ces articles qui dénoncent les conditions très dures de ce type d'interrogation vont entraîner des tensions entre la presse et le gouvernement qui va, dès lors, fermer l'accès du site pénitentiaire guyanais aux journalistes. Le bagne sera officiellement supprimé en 1938 et ce n'est qu'en 1953 que les derniers forçats rentrèrent en métropole. Charles Barataud restera en Guyane où il décèdera en 1961.
Dans son livre Aux portes du bagne, publié aux éditions des Portiques en 1930, le chroniqueur judiciaire français Géo London évoque le transit de nombreux condamnés entre l'Île de Ré et le bagne de Cayenne. Il cite de nombreuses fois le nom de Charles Barataud.